# Alphonse Beauregard
Pour les articles homonymes, voir Beauregard.
Alphonse Beauregard (1881-1924) est un poète québécois.

## Biographie
Né à La Patrie (Compton en Québec) le 5 janvier 1881, Alphonse Beauregard suit un cours commercial à l'Académie Girouard de St-Hyacinthe. Il doit abandonner ses études à la mort de son père en 1892. Il pratique alors divers métiers, tels qu'employé à la manufacture de chaussures Côté (1892-1899), comptable pour la Compagnie Singer ou commis au port de Montréal à la Commission du Havre (1907). 
En parallèle, Alphonse Beauregard pratique la poésie. Ses poèmes sont publiés dès 1906 dans des revues et des journaux, parfois sous le pseudonyme de A. Chasseur. Il contribue activement à la rédaction du Terroir ainsi qu'aux publications suivantes : La Revue, Le Nationaliste, L'Avenir du Nord et La Revue moderne. Son premier recueil de poésie, Les Forces, paraît en 1912 et son second, Les alternances, en 1921.
Le 28 octobre 1908, il est reçu à l'École littéraire de Montréal. De 1911 à 1922, il occupe le poste de secrétaire de l'École, puis, en 1922, il est élu président. 
Il meurt asphyxié au gaz le 15 janvier 1924. Son poème « Impuissance » est paradoxalement un des plus puissants de cette époque.

## Publications
- Les forces, 1912, édité par Arbour & Dupont à Montréal;
- Les alternances : poèmes, 1921, édité par Dupont et Roger Maillet à Montréal.